# Charing Cross Road
Charing Cross Road è una strada di Westminster a Londra. Il suo inizio è situato nella Chiesa di Saint Martin-in-the-Fields, nell'angolo nord-est di Trafalgar Square, e la fine in St Giles Circus (incrocio con Oxford Street). Il nome deriva dalla vicina stazione ferroviaria di Charing Cross.
La strada fu creata in connessione con la costruzione di Shaftesbury Avenue ai sensi dell'Act of Parliament 1877, entrambe le strade furono aperte nel 1886-1887. Dovevano migliorare la comunicazione nel centro di Londra, incluso in relazione all'apertura della stazione di Charing Cross nel 1864. L'architetto responsabile della mappatura della strada era George Vulliamy.
Charing Cross Road è famosa per le sue librerie specializzate e le librerie antiquarie, concentrate principalmente nell'area della stazione della metropolitana di Leicester Square. Nel nord della strada, tra Cambridge Circus e Oxford Street, ci sono librerie generalistiche come Foyles e Blackwell.
La corrispondenza a lungo termine tra la scrittrice newyorkese Helene Hanff e la libreria di antiquariato Marks & Co. è stata l'ispirazione per il libro 84, Charing Cross Road. Nel 1987 è stato realizzato un film basato su di esso, interpretato da: Anthony Hopkins e Anne Bancroft.
Nella saga di Harry Potter a Charing Cross Road vi è il pub Leaky Cauldron.
L'accesso alla strada è fornito dalle stazioni della metropolitana: Tottenham Court Road, Charing Cross e Leicester Square.
Al numero 6 di Charing Cross Road si trovava, fino allo scoppio della Seconda Guerra Mondiale il Fascio di Combattimento di Londra.